# Гептаникельдицирконий
Гептаникельдицирконий — бинарное неорганическое соединение, интерметаллид
никеля и циркония
с формулой Zr2Ni7,
кристаллы.

## Получение
- Спекание стехиометрических количеств чистых веществ:

{\displaystyle {\mathsf {7Ni+2Zr\ {\xrightarrow {1440^{o}C}}\ Zr_{2}Ni_{7}}}}

## Физические свойства
Гептаникельдицирконий образует кристаллы
моноклинной сингонии,
пространственная группа C 2/m,
параметры ячейки a = 0,4698 нм, b = 0,8235 нм, c = 1,2193 нм, β = 95,83°, Z = 4
.
Соединение конгруэнтно плавится при температуре 1440°С .